# Crécelle
Ne doit pas être confondu avec Crécerelle ou Creissels.

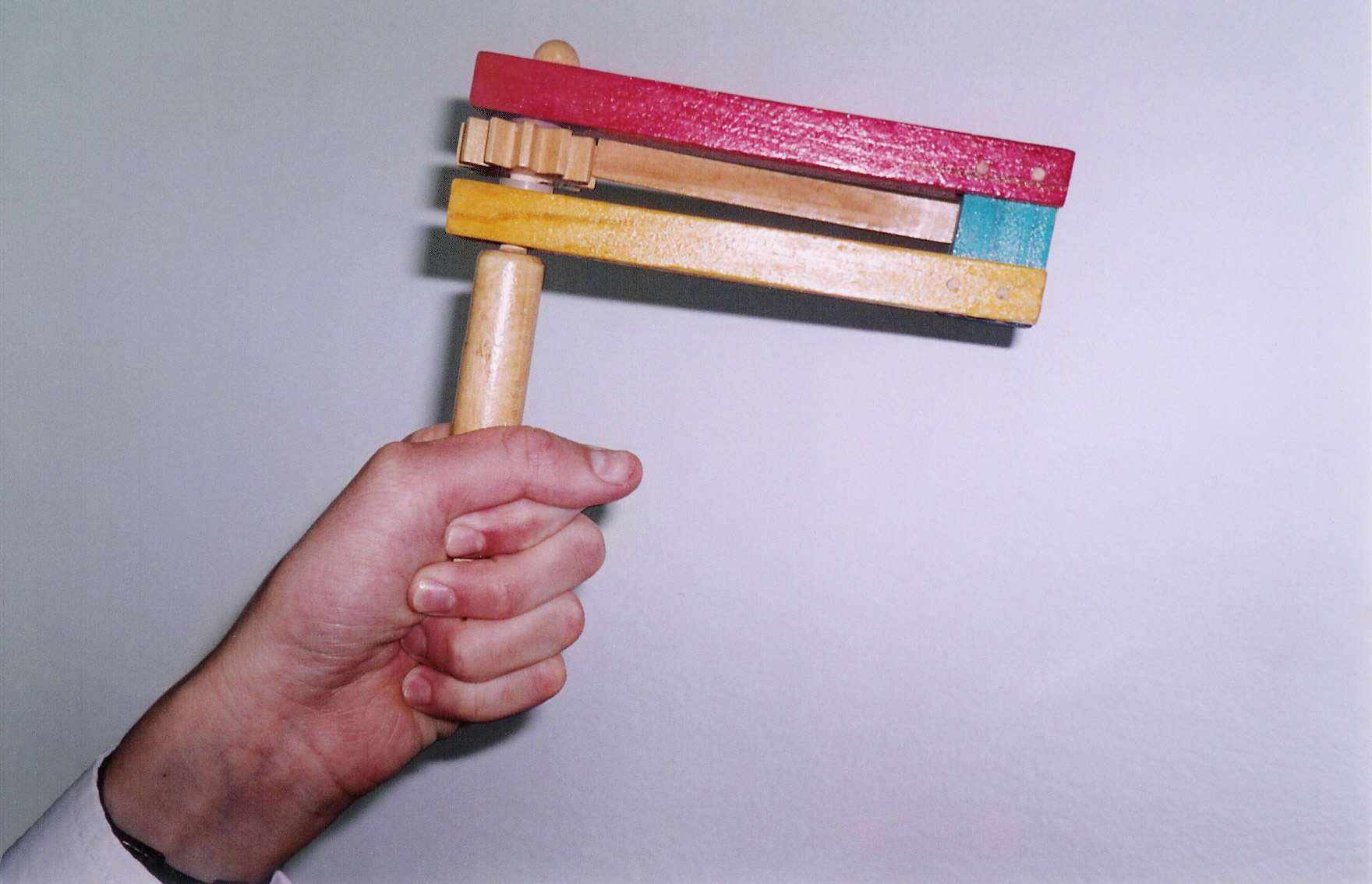
Une crécelle lors de la célébration de Pourim.

Une crécelle est un instrument de musique idiophone datant du Moyen Âge, aussi appelée brouan ou tartuleuil, jarre au Luxembourg, et répandue aujourd'hui encore partout en Europe. De conception et d'utilisation simples, elle est un instrument populaire mais aussi un jouet pour les enfants.

## Historique
Ce terme est attesté depuis la première moitié du XIVe siècle mais son origine n'est pas connue, l'hypothèse selon laquelle ce terme dériverait de crepitare qui signifie « craquer » n'est pas satisfaisante du point de vue morphologique.
Grâce au bruit puissant qu'elle émet, elle était aussi utilisée au Québec par les femmes des agriculteurs pour appeler leur mari au champ, avant la mécanisation de l'agriculture.
Dans la liturgie catholique, avant Vatican II, elles étaient  maniées lors de l'élévation, le jeudi saint, ou  dans les rues, par les enfants de chœur, pour annoncer les offices durant le Triduum pascal, en remplacement des cloches.
On l'utilisait aussi afin d'avertir du passage de personnes atteintes de maladies redoutées au Moyen Âge : la lèpre, la peste.
La crécelle d’alarme servait d'avertisseur pendant la Première et la Seconde Guerre mondiale, pour les attaques au gaz.

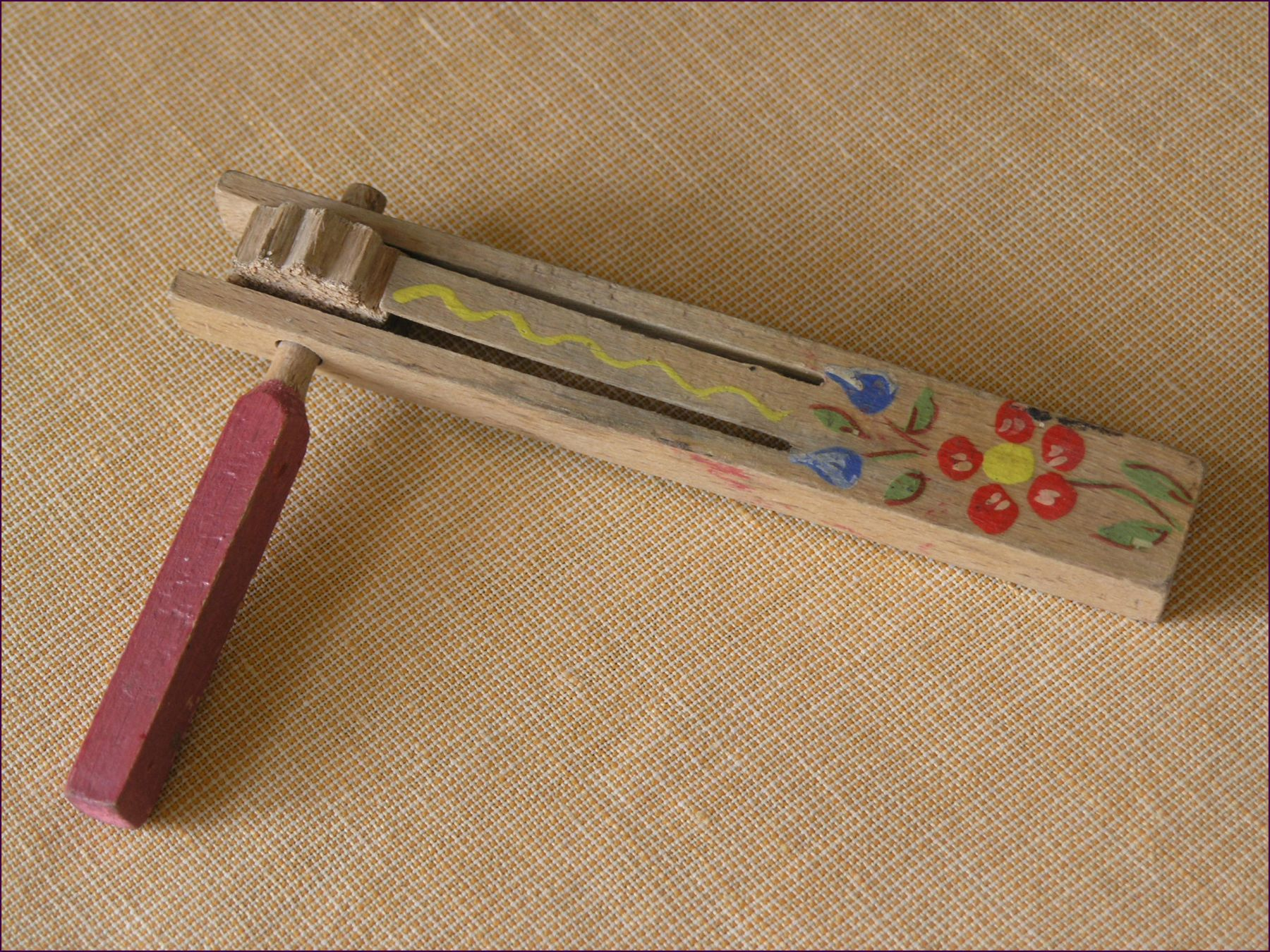
Crécelle pour offices catholique
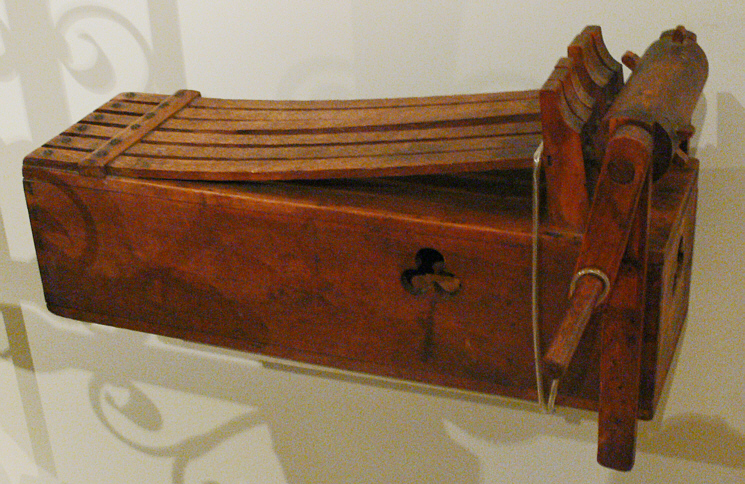
Crécelle de Pâques
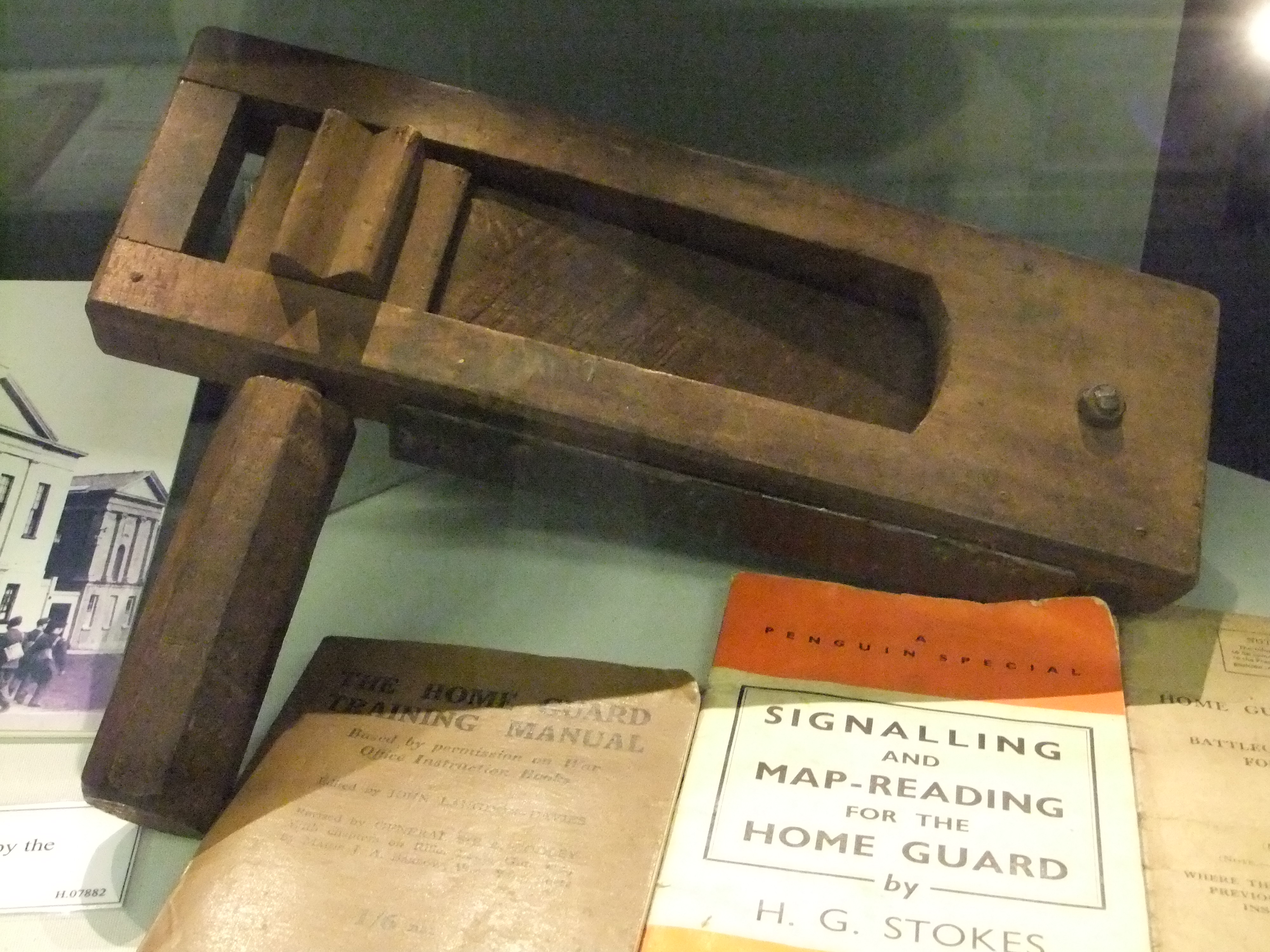
Crécelle d’alarme de la Seconde Guerre mondiale
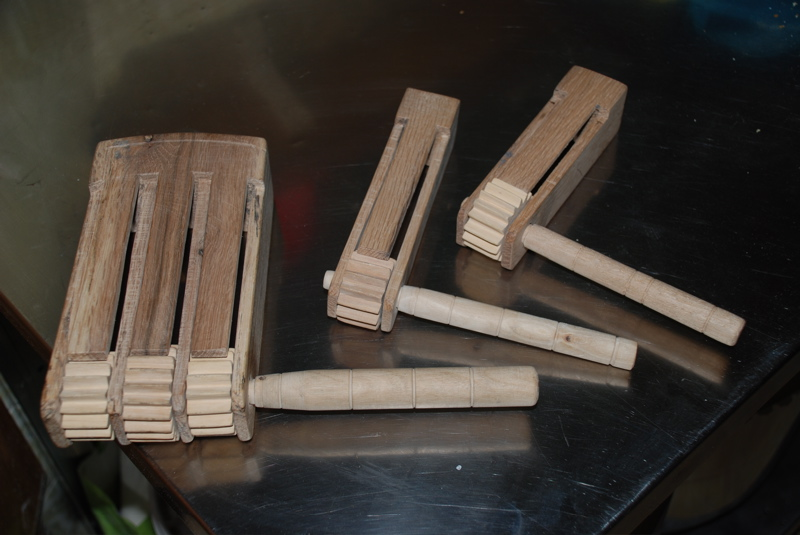
Diverses variétés de crécelle
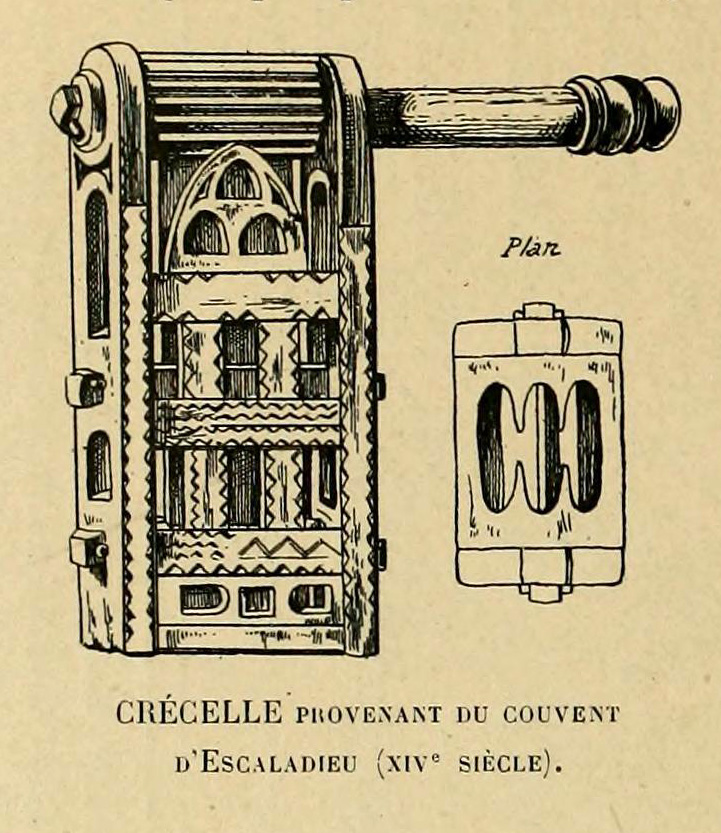
Crécelle du XIVe siècle

## Facture
Petite (5 cm) ou géante (5 m), manuelle ou mécanisée, elle est composée d'un manche et d'une partie rotative parfois multiple dont la lame en bois racle et craque sur la partie crantée du manche.

## Utilisation en musique
La crécelle est utilisée par certains compositeurs, surtout au XXe siècle dans la palette des instruments à percussion. Par exemple Carl Orff l'utilise dans ses célèbres Carmina Burana, par exemple dans le carmen no 14 In taberna quando sumus.
Sur les partitions utilisant la notation italienne, la crécelle est indiquée par Rag. ou raganella.

## Jeu

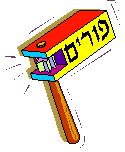
crécelle de Pourim

Dotée d'un son très puissant, elle était utilisée dans les monastères et durant les carnavals (en Suisse notamment) ou charivaris.
C'est un jeu important de la fête juive de pourim où elle retentit à chaque évocation de Haman durant l'office religieux.
Elle est également utilisée dans l'Est de la France (Lorraine et Alsace), au Luxembourg et dans le Pays d'Arlon en Belgique au moment de Pâques où les enfants l'utilisent à la place de la sonnerie de l'Angélus et pour appeler les fidèles aux offices en remplacement des cloches des églises « parties à Rome ». Dans certains villages de Meuse, elle se nomme tartuleuil. En Autriche, notamment en Carinthie, elle est utilisée à midi le Vendredi-Saint, en l'«absence» des cloches parties à Rome.
On utilise également des crécelles dans le poème symphonique Till l'Espiègle de Richard Strauss.
La crécelle est utilisée comme instrument dans la Symphonie des jouets d'Edmund Angerer.

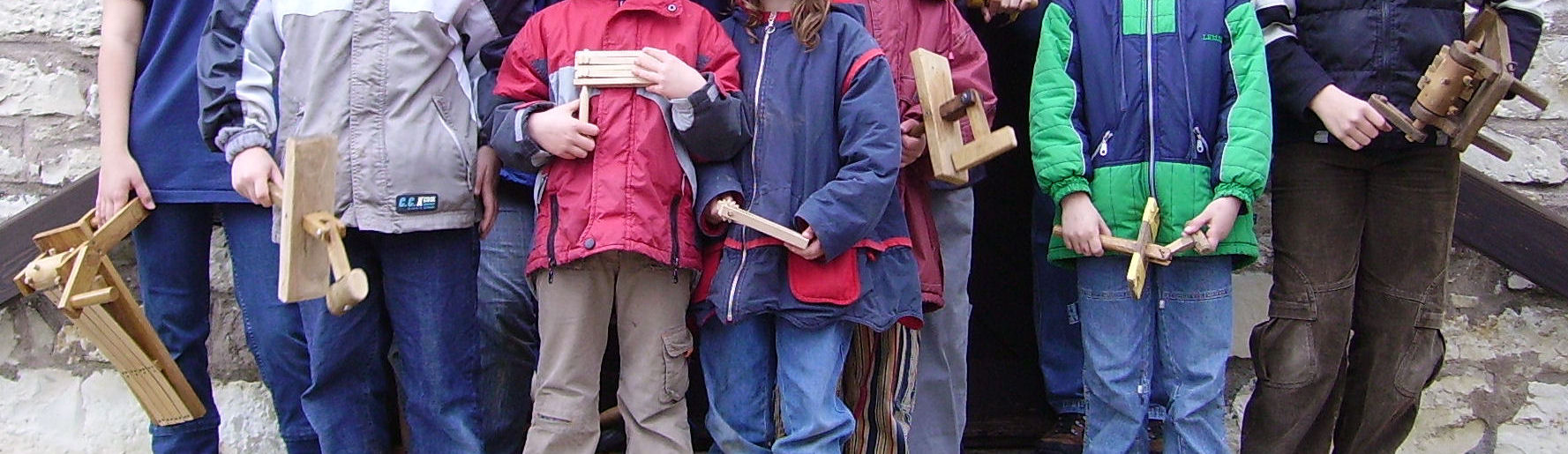
Un groupe d'enfants avec divers modèles de crécelle.